# Gran Premio motociclistico di Finlandia 1965
Il Gran Premio motociclistico di Finlandia fu l'undicesimo appuntamento del motomondiale 1965.
Si svolse il 22 agosto 1965 a Imatra. Quattro le classi in programma (125, 250, 350 e 500).
In 350 e 500 doppietta (la prima in carriera) per Giacomo Agostini, assenti Jim Redman (infortunatosi in Irlanda) e Mike Hailwood.
Vittoria a Mike Duff in 250, assente il già titolato compagno di squadra Phil Read.
Quinta vittoria stagionale per Hugh Anderson in 125.

## Classe 500

### Arrivati al traguardo
| Pos. | Pilota             | Moto      | Tempo        | Punti |
| ---- | ------------------ | --------- | ------------ | ----- |
| 1    | Giacomo Agostini   | MV Agusta | 1h 05' 49" 1 | 8     |
| 2    | Paddy Driver       | Matchless | +2' 16" 7    | 6     |
| 3    | Fred Stevens       | Matchless | +2' 23" 1    | 4     |
| 4    | Jouko Ryhänen      | Matchless | +1 giro      | 3     |
| 5    | Jack Findlay       | Matchless | +1 giro      | 2     |
| 6    | Lewis Young        | Matchless | +1 giro      | 1     |
| 7    | Eric Hinton        | Norton    |              |       |
| 8    | František St'astný | Jawa      |              |       |
| 9    | Roy Robinson       | Norton    |              |       |
| 10   | Hannu Kuparinen    | Matchless |              |       |
| 11   | Pentti Lehtelä     | Norton    |              |       |
| 12   | Philippe Canoui    | Matchless |              |       |
| 13   | Derek Lee          | Matchless |              |       |

### Ritirati
| Pilota           | Moto      | Motivo ritiro |
| ---------------- | --------- | ------------- |
| Gyula Marsovszky | Matchless |               |
| Agne Carlsson    | Matchless |               |
| Ian Burne        | Norton    |               |
| Bosse Granath    | Matchless |               |
| Gustav Havel     | Jawa      |               |
| Bosse Brolin     | Matchless |               |
| John Somers      | Norton    |               |

## Classe 350

### Arrivati al traguardo
| Pos. | Pilota           | Moto      | Tempo        | Punti |
| ---- | ---------------- | --------- | ------------ | ----- |
| 1    | Giacomo Agostini | MV Agusta | 1h 01' 19" 1 | 8     |
| 2    | Bruce Beale      | Honda     | +2' 30" 5    | 6     |
| 3    | František Boček  | Jawa      | +1 giro      | 4     |
| 4    | Agne Carlsson    | AJS       |              | 3     |
| 5    | Lewis Young      | AJS       |              | 2     |
| 6    | Eric Hinton      | Norton    |              | 1     |

## Classe 250

### Arrivati al traguardo
| Pos. | Pilota           | Moto      | Tempo        | Punti |
| ---- | ---------------- | --------- | ------------ | ----- |
| 1    | Mike Duff        | Yamaha    | 1h 02' 22" 1 | 8     |
| 2    | Heinz Rosner     | MZ        | +1' 05" 4    | 6     |
| 3    | Ralph Bryans     | Honda     | +2' 32" 7    | 4     |
| 4    | Bruce Beale      | Honda     | +1 giro      | 3     |
| 5    | Giuseppe Visenzi | Aermacchi |              | 2     |
| 6    | Bob Coulter      | Bultaco   | +2 giri      | 1     |

## Classe 125

### Arrivati al traguardo
| Pos. | Pilota           | Moto   | Tempo     | Punti |
| ---- | ---------------- | ------ | --------- | ----- |
| 1    | Hugh Anderson    | Suzuki | 58' 54" 8 | 8     |
| 2    | Frank Perris     | Suzuki | +0" 4     | 6     |
| 3    | Jochen Leitert   | MZ     | +2' 52" 3 | 4     |
| 4    | Ralph Bryans     | Honda  |           | 3     |
| 5    | Roland Rentzsch  | MZ     |           | 2     |
| 6    | Giuseppe Visenzi | Honda  |           | 1     |

## Fonti e bibliografia
- "Motor" n° 35 del 27 agosto 1965, pag. 828, su motorracehistorie.nl. URL consultato il 5 agosto 2011 (archiviato dall'url originale il 4 marzo 2016).
- Risultati della 500 su autosport.com, su autosport.com.